# Додо-Рка

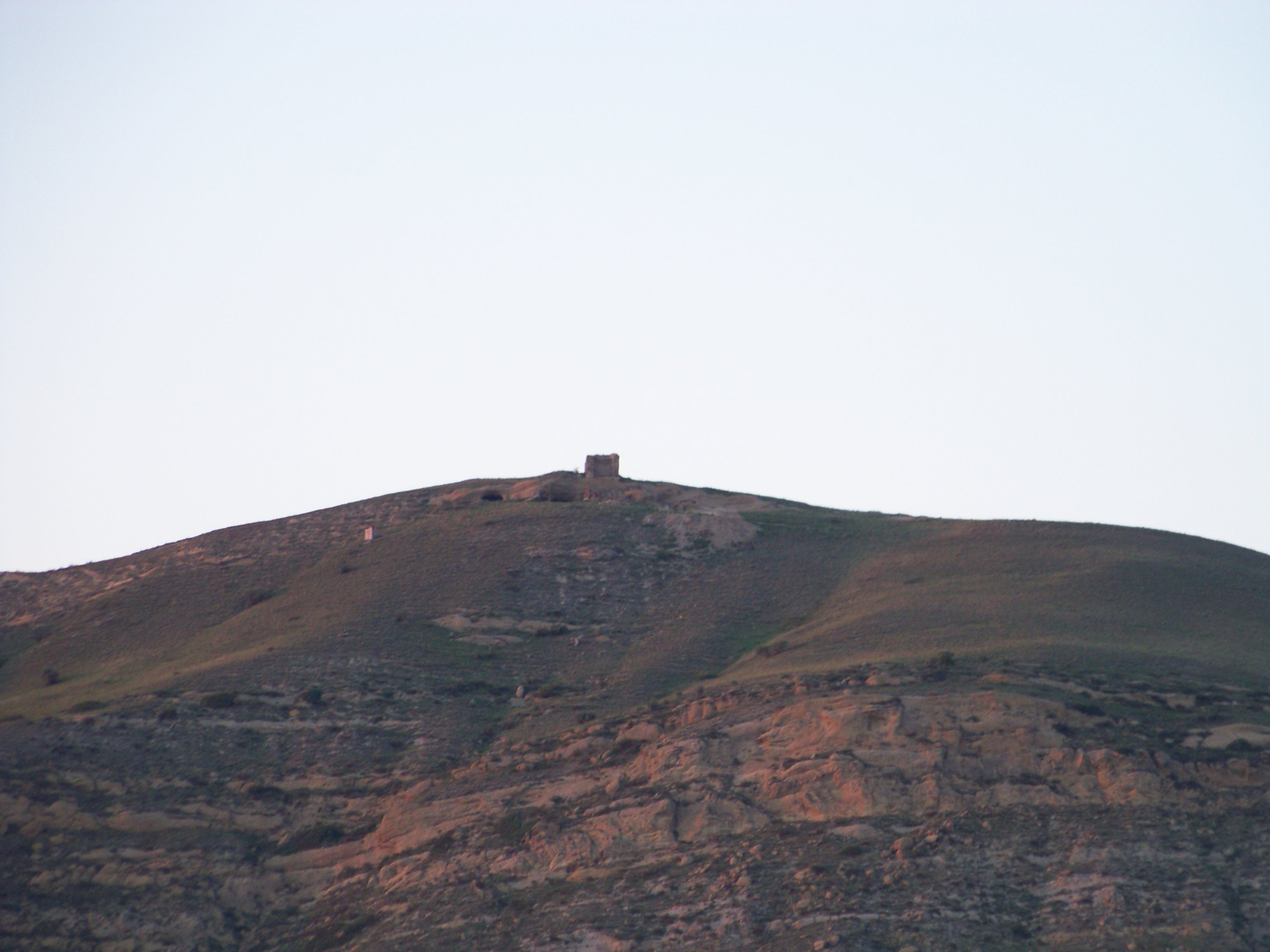
Монастырь Додо-Рка

Додо-Рка («Рог Додо»; груз. დოდოს რქა, романиз.: dodos rka), Додос-Рка, церковь Додо — исторический и архитектурный памятник в монастырском комплексе Давид-Гареджа. Монастырь высечен на горе напротив лавры Давида.
До 1760 года был самостоятельным.

## Местонахождение
Республика Грузия, Кахетия, Сагареджойский муниципалитет, находится в ±40 км от села Удабно.

## История
Церковь была основана Додо, одним из учеников Давида Гареджийского в первой половине VI века. Его история напрямую связана с общей историей монастыря. В XIII и XVIII веках церковь подвергалась нападениям со стороны монгольских династий, Теймуриларов, Сельджуков и Сефевидов, неоднократно подвергалась разграблению и оставлению.

## Архитектура
Церковь состоит из комплекса пещер разного периода (VI—XVIII вв.): Главная церковь зального типа, малая церковь святого Додо, трапезная и несколько келий для монахов. Главный зал датируется XI-XIII веками. Самая важная и древняя часть маленькой церкви, используемая в качестве святилища, находится в углу скалы.
Главный зал церкви украшен фресками, имеющими большое историческое и культурное значение. Фреска на центральном алтаре иллюстрирует Иисуса, сидящего на троне с освещающей десницей и держащего в левой руке раскрытую книгу, на которой сохранились следы грузинской надписи. Ещё показаны некоторые архангелы, такие как Михаил и Гавриил, а также херувимы.